# World Rugby Sevens Series femminili 2018-2019
Le World Rugby Sevens Series femminili 2018-2019 sono stati la settima edizione del circuito globale per squadre nazionali di rugby a 7 femminile, organizzato da World Rugby. Questa edizione è servita anche a determinare le prime quattro squadre che si sono qualificate alle Olimpiadi Tokyo 2020.

## Formato
La competizione è una serie di cinque tornei dove le squadre partecipanti ottengono un punteggio secondo i piazzamenti nei singoli tornei al fine di determinare la classifica finale che assegnerà il vincitore.
In ogni torneo partecipano 12 squadre, alle 11 core teams, ovvero le squadre che hanno acquisito il diritto a partecipare a tutti i tornei della serie, si ne aggiunge una a invito rappresentate il continente dove si svolge il torneo.
Al torneo di Hong Kong si disputa inoltre un torneo separato di qualificazione con 12 squadre, la cui vincitrice parteciperà all'edizione successiva delle World Series. 

### Singolo torneo
Nella prima fase le squadre sono divise in gironi da quattro formazioni, che disputano un girone all'italiana. Sono attribuiti 3 punti per la vittoria, 2 per il pareggio, uno per la sconfitta, 0 se si dà forfait.  
Nella seconda fase ad eliminazione diretta, le prime due di ogni girone, più le migliori due terze, competono per la Cup e per l'assegnazione delle medaglie. 
Le restanti squadre accedono invece alla Challenge trophy per determinare la loro posizione finale.
Ogni squadra al termine del torneo riceve dei punti secondo il piazzamento:
- Vincitore della Cup (1º posto): 20 punti
- Medaglia d'argento: 18 p
- Medaglia di bronzo: 16 p
- 4º posto: 14 p
- 5º posto: 12 p
- 6º posto: 10 p
- 7º posto: 8 p
- 8º posto: 6 p
- Vincitore del Challenge trophy (9º posto): 4 p
- 10º posto: 3 p
- 11º posto: 2 p
- 12º posto: 1 p

## Squadre partecipanti
Le 11 core teams sono le seguenti:
| Australia | Canada      | Cina        | Figi          |
| Francia   | Inghilterra | Irlanda     | Nuova Zelanda |
| Russia    | Spagna      | Stati Uniti |               |

## Tornei
| Tornei 2018–2019 | Tornei 2018–2019                           | Tornei 2018–2019             | Tornei 2018–2019 |
| Torneo           | Località                                   | Date                         | Vincitore        |
| ---------------- | ------------------------------------------ | ---------------------------- | ---------------- |
| Stati Uniti      | Infinity Park Glendale                     | 20 ottobre 21 ottobre 2018   | Nuova Zelanda    |
| Dubai            | The Sevens Dubai                           | 29 novembre 30 novembre 2018 | Nuova Zelanda    |
| Australia        | Spotless Stadium Sydney                    | 1º febbraio 3 febbraio 2019  | Nuova Zelanda    |
| Giappone         | Mikuni World Stadium Kitakyushu Kitakyūshū | 20 aprile 21 aprile 2019     | Canada           |
| Canada           | Westhills Stadium Langford                 | 11 maggio 12 maggio 2019     | Nuova Zelanda    |
| Francia          | Parc des sports Aguiléra Biarritz          | 15 giugno 16 giugno 2019     | Stati Uniti      |

## Classifica generale
| Pos. | Squadra            | Glendale | Dubai | Sydney | Kitakyushu | Langford | Biarritz | TOTALE |
| ---- | ------------------ | -------- | ----- | ------ | ---------- | -------- | -------- | ------ |
| 1    | Nuova Zelanda      | 20       | 20    | 20     | 12         | 20       | 18       | 110    |
| 2    | Stati Uniti        | 18       | 14    | 16     | 16         | 16       | 20       | 100    |
| 3    | Canada             | 16       | 18    | 12     | 20         | 12       | 16       | 94     |
| 4    | Australia          | 12       | 16    | 18     | 10         | 18       | 12       | 86     |
| 5    | Francia            | 14       | 8     | 10     | 14         | 14       | 10       | 70     |
| 6    | Inghilterra        | 6        | 10    | 3      | 18         | 10       | 3        | 50     |
| 7    | Russia             | 8        | 12    | 8      | 6          | 8        | 6        | 48     |
| 8    | Irlanda            | 10       | 6     | 14     | 8          | 2        | 1        | 41     |
| 9    | Spagna             | 4        | 3     | 6      | 3          | 6        | 14       | 36     |
| 10   | Figi               | 3        | 2     | 4      | 4          | 4        | 4        | 21     |
| 11   | Cina               | 2        | 4     | 2      | 2          | 3        | 8        | 21     |
| 12   | Scozia             | -        | -     | -      | -          | -        | 2        | 2      |
| 13   | Giappone           | -        | -     | -      | 1          | -        | -        | 1      |
| 14   | Kenya              | -        | 1     | -      | -          | -        | -        | 1      |
| 15   | Brasile            | -        | -     | -      | -          | 1        | -        | 1      |
| 16   | Papua Nuova Guinea | -        | -     | 1      | -          | -        | -        | 1      |
| 17   | Messico            | 1        | -     | -      | -          | -        | -        | 1      |

| Legenda          |
| ---------------- |
| Vincitrice       |
| Retrocessa       |
| Squadre invitate |

## Risultati Tornei

### USA Sevens
| Trofeo           | Finaliste                      | Semifinaliste            |
| ---------------- | ------------------------------ | ------------------------ |
| Cup              | Nuova Zelanda 33-7 Stati Uniti | Canada 28-0 Francia      |
| 5º posto         | Australia 21-19 Irlanda        | Russia 17-14 Inghilterra |
| Challenge Trophy | Spagna 20-14 Figi              | Cina 47-0 Messico        |

### Dubai Sevens
| Trofeo           | Finaliste                  | Semifinaliste               |
| ---------------- | -------------------------- | --------------------------- |
| Cup              | Nuova Zelanda 26-14 Canada | Australia 26-21 Stati Uniti |
| 5º posto         | Russia 12-7 Inghilterra    | Francia 17-5 Irlanda        |
| Challenge Trophy | Cina 12-7 Spagna           | Figi 17-5 Kenya             |

### Australia Sevens
| Trofeo           | Finaliste                     | Semifinaliste                |
| ---------------- | ----------------------------- | ---------------------------- |
| Cup              | Nuova Zelanda 34-10 Australia | Stati Uniti 26-10 Irlanda    |
| 5º posto         | Canada 19-17 Francia          | Russia 34-5 Spagna           |
| Challenge Trophy | Figi 15-12 Inghilterra        | Cina 31-0 Papua Nuova Guinea |

### Japan Sevens
| Trofeo           | Finaliste                     | Semifinaliste             |
| ---------------- | ----------------------------- | ------------------------- |
| Cup              | Canada 7-5 Inghilterra        | Stati Uniti 36-12 Francia |
| 5º posto         | Nuova Zelanda 34-26 Australia | Irlanda 15-14 Russia      |
| Challenge Trophy | Figi 41-12 Spagna             | Cina 7-0 Giappone         |

### Canada Sevens
| Trofeo           | Finaliste                     | Semifinaliste            |
| ---------------- | ----------------------------- | ------------------------ |
| Cup              | Nuova Zelanda 21-17 Australia | Stati Uniti 26-5 Francia |
| 5º posto         | Canada 31-7 Inghilterra       | Russia 24-7 Spagna       |
| Challenge Trophy | Figi 26-19 Cina               | Irlanda 43-5 Brasile     |

### France Sevens
| Trofeo           | Finaliste                       | Semifinaliste        |
| ---------------- | ------------------------------- | -------------------- |
| Cup              | Stati Uniti 26-10 Nuova Zelanda | Canada 19-14 Spagna  |
| 5º posto         | Australia 24-10 Francia         | Cina 26-12 Russia    |
| Challenge Trophy | Figi 27-10 Inghilterra          | Scozia 26-14 Irlanda |